# Frank Liivak
Frank Liivak, né le 7 juillet 1996, est un footballeur estonien évoluant au poste de milieu offensif.

## Biographie
Le 16 janvier 2015, Liivak rejoint l'Alcobendas Sport, club espagnol de Tercera División. (D4)
Liivak joue son premier match avec l'Estonie des moins de 17 ans le 13 octobre 2011 contre l'Allemagne des moins de 17 ans.
Il joue son premier match avec l'Estonie des moins de 19 ans le 25 juin 2013 contre la Lettonie des moins de 19 ans.
Il joue son premier match avec l'équipe d'Estonie espoirs le 15 novembre 2013 contre l'équipe d'Andorre espoirs.
Il joue son premier match avec l'Estonie le 26 mai 2014 contre Gibraltar.

## Vie privée
Son père, Jaanus Liivak (et), est entraîneur de basket-ball.